# Macintosh XL
Macintosh XL fue una versión modificada de la computadora personal Apple Lisa fabricada por Apple. 
En la configuración Macintosh XL, la computadora se proveía con el MacWorks XL, un programa de Lisa que permitía emular la ROM de 64K del Macintosh. Una máquina idéntica fue vendida anteriormente con el nombre de Lisa 2/10 con el sistema operativo del Lisa solamente.

## Hardware
La Macintosh XL tenía una diskettera de 3,5" y 400K y un disco duro propietario Widget de 10 MB, con la opción de incorporar un disco duro externo ProFile de 5 o 10 MB agregando una placa con interface paralelo. Al momento del lanzamiento, el Macintosh XL fue llamado coloquialmente el "Hackintosh"[cita requerida], aunque este nombre ha sido usado generalmente para describir a las computadoras Macintosh armadas con combinaciones poco comunes de componentes (desde entonces, el nombre ha sido reciclado para definir a las PCs que corren OSx86, una versión «hackeada» del Mac OS X).

### Actualizaciones
Debido a su origen en el Lisa, y a diferencia de todas las demás computadoras Macintosh, la Macintosh XL usaba pixels rectangulares. La resolución del Macintosh XL fue 720 x 364. Los píxeles cuadrados estaban disponibles a través de una actualización de pantalla física que cambió la resolución a 608 x 431 píxeles.

## MacWorks Plus
MacWorks Plus fue desarrollado por Sun Remarketing como sucesor del MacWorks XL con el fin de proveer compatibilidad con las aplicaciones de la computadora Macintosh Plus.  MacWorks Plus agregó soporte para la diskettera de 3,5" y 800K y software de sistema a través de la versión 6.0.3. MacWorks Plus II tenía las mismas limitaciones del 7.5.5 impuestas por los procesadores 68000.

## Historia
La aparición del XL fue un intento de Apple para recuperar las pobres ventas del Lisa, las cuales habían sido usurpadas por la línea Macintosh. Después de dos años de bajas ventas, Apple estaba preparado para el récord de pedido del miembro más nuevo de la familia Macintosh.

### Descontinuado
A pesar de su relativo éxito, el Macintosh XL fue descontinuado debido a que literalmente no estaba disponible. No se habían pedido componentes para mantener el XL en producción, y una vez que se agotaron, Apple decidió finalizar su producción. En 1986, Apple ofreció a todos los propietarios de Lisa/XL cambiar sus computadoras, y por US$1.498 recibir a cambio un Macintosh Plus y un Hard Disk 20 (de un valor de US$4.098 en ese momento).

### Sun Remarketing
Después que Apple quitó el XL de su catálogo en septiembre de 1985, Sun Remarketing de Logan, Utah compró a Apple el stock remanente y continuó vendiéndolo bajo licencia, con su versión actualizada del MacWorks Plus, con el nuevo nombre de Macintosh Professional.
En 1989, Apple enterró el inventario sin vender en un terreno en Logan, Utah, para aprovechar una exención impositiva.[cita requerida]
Aunque no había nuevos Lisas disponibles para vender, continuó el desarrollo del MacWorks Plus para dar soporte a los Lisas instalados, haciéndolo tan importante como su primo cercano, el Macintosh Plus.

### Legado
El Macintosh XL comparte el mismo legado que el Lisa. Sin embargo el aumento de las ventas del emulador del sistema operativo de Macintosh demostró que la familia Macintosh necesitaba un entorno más profesional, con monitores más grandes, mayor cantidad de memoria y mayor expandibilidad de la que podía ofrecer el Macintosh 512K.